# Brachycraera albolineata
Brachycraera albolineata är en insektsart som beskrevs av Frederick Arthur Godfrey Muir 1916. Brachycraera albolineata ingår i släktet Brachycraera och familjen sporrstritar. Inga underarter finns listade i Catalogue of Life.